# Кокбърн Таун
Кокбърн таун (на английски: Cockburn Town) е столицата на островите Търкс и Кайкос, както и най-големият град на островите Търкс.
Основан е през 1681 г. от търговци на сол. Най-старата останка от кораб в Западното полукълбо се намира в Търкс и Кайкос.